# Norrstrands distrikt
Norrstrands distrikt är ett distrikt i Karlstads kommun och Värmlands län. Distriktet omfattar bland annat de nordöstra och östra delarna av tätorten Karlstad i södra Värmland. Distriktet är befolkningsmässigt länets (men inte landskapets) största distrikt.

## Tidigare administrativ tillhörighet
Distriktet inrättades 2016 och utgörs av en del av området som Karlstads stad omfattade fram till 1971.
Området motsvarar den omfattning Norrstrands församling hade 1999/2000 och fick 1962 efter utbrytning ur Karlstads församling.

## Tätorter och småorter
I Norrstrands distrikt finns två tätorter men inga småorter.

### Tätorter
- Alster (del av)
- Karlstad (del av)

### Övriga orter
- Edsgatan och Långenäs